# Szigetszentmiklós
Szigetszentmiklós  este un oraș în districtul Szigetszentmiklós, județul Pesta, Ungaria, având o populație de 33.035 de locuitori (2011). 

## Demografie
Componența etnică a orașului Szigetszentmiklós
     Maghiari (94,41%)
     Germani (1,56%)
     Romi (1,07%)
     Necunoscut (1,17%)
     Alții (1,79%)
Componența confesională a orașului Szigetszentmiklós
     Fără religie (27,27%)
     Romano-catolici (23,75%)
     Reformați (13,54%)
     Atei (2,47%)
     Greco-catolici (1,49%)
     Necunoscută (30,38%)
     Alte religii (4,18%)
Conform recensământului din 2011, orașul Szigetszentmiklós avea 33.035 de locuitori. Din punct de vedere etnic, majoritatea locuitorilor (94,41%) erau maghiari, existând și minorități de germani (1,56%) și romi (1,07%). Apartenența etnică nu este cunoscută în cazul a 1,17% din locuitori. Nu există o religie majoritară, locuitorii fiind persoane fără religie (27,27%), romano-catolici (23,75%), reformați (13,54%), atei (2,47%) și greco-catolici (1,49%). Pentru 30,38% din locuitori nu este cunoscută apartenența confesională.